# چکچک
چَکچَک (نام علمی: Oenanthe) سرده‌ای از پرندگان گنجشک‌سان است که به نحو رسمی عضو خانواده توکایان (Turdidae)  در نظر گرفته می‌شد. اکنون متداول‌تر است که در خانواده مگس‌گیران (Muscicapidae) قرار بگیرند. این یک گروه بر قدیم است، اما چکچک‌های کوهی (شمالی) جای پایی در شرق کانادا و گرینلند نیز به وجود آورده است.
دربارۀ شیوه نوشتن نام "چکچک"، باید یادآور شد در منایع رسمی و کتاب‌های پرندگان ایران به شکل چسبیده نوشته می‌شوند.     گاهی به شکل نیم‌فاصله "چَک‌چَک" نیز دیده می‌شود که غیررسمی است و نیز باید یادآوری شد که "چِک‌چِک" برای قطره‌های باران به کار می‌رود.
در زبان بلوچی به این پرنده «فیروزه» یا «فیروزکان» گفته می‌شود. در فرهنگ بلوچی این پرنده نماد آوردن خبرهای خوب است و به همین خاطر به آن «حال وش» گفته می‌شود که به معنای «خوش‌خبر» است.

## فهرست گونه‌ها
این سرده شامل ۲۸ گونه است:
- چک آشنا Cercomela familiaris
- چک سنگی دم‌قهوه‌ای Cercomela scotocerca
- چک سنگی سامبر Cercomela dubia
- چک سنگی قهوه‌ای Cercomela fusca
- دم‌سیاه Cercomela melanura
- چکچک ابلق خاوری Oenanthe picata
- چکچک ابلق Oenanthe pleschanka
- چکچک بیابانی Oenanthe deserti
- چکچک حبشی Oenanthe lugubris
- چکچک دشتی Oenanthe isabellina
- چکچک دم‌سفید Oenanthe monacha
- چکچک دم‌سرخ Oenanthe chrysopygia
- چکچک سرسفید Oenanthe leucopyga
- چکچک ابلق جنوبی Oenanthe lugens
- چکچک سومالی Oenanthe phillipsi
- چکچک سیاه Oenanthe leucura (گونه شاخص)
- چکچک سینه‌سرخ Oenanthe bottae
- چکچک عربی Oenanthe lugentoides
- چکچک پشت‌سفید Oenanthe finschii
- چکچک قبرسی Oenanthe cypriaca
- چکچک کردی Oenanthe xanthoprymna
- چکچک دمگاه‌سرخ Oenanthe moesta
- چکچک کلاه‌دار Oenanthe pileata
- چکچک گوش‌سیاه Oenanthe hispanica
- چکچک کوهی Oenanthe oenanthe
- چکچک هوگلین Oenanthe heuglini
- چکچک سیاه شکم‌سفید Oenanthe alboniger
- چک سیاه پیشانی‌سفید Oenanthe albifrons